# Canal de Griboiédov
El canal de Griboiédov (en rus канал Грибоедова, kanal Griboiédova) és un canal de Sant Petersburg, construït el 1739 sobre la base del riu Krivuixa. Entre 1764 i 1790, el canal es va enfonsar, i els bancs es van reforçar i van ser coberts amb granit.
El canal de Griboiédov s'inicia al riu Moika, prop del Camp de Mart, i desemboca al riu Fontanka. Té una longitud és de 5 km, amb una amplada de 32 m. Abans de 1923 era conegut com el canal de Caterina, en honor de Caterina II de Rússia. Després de la caiguda de la monarquia a la revolució d'octubre, el 1923 el govern de la república comunista va canviar el nom en honor del dramaturg i diplomàtic Aleksandr Griboiédov. Hi ha 21 ponts sobre el canal, entre els quals destaca el de Malo-Kalinkin.
El canal té un paper important a la novel·la Crim i càstig (1866) de Fiódor Dostoievski que hi refereix com el канава (kanava), el rec sense utilitzar el nom propi. Segons el traductor de la versió anglesa, era «un lloc brut, pol·luït» però nogensmenys el centre topogràfic de la història. El protagonista, Raskòlnikov, que té un pis amb vista al canal, el veu com un possible amagatall de la seva roberia.